# Full Body Massage
Full Body Massage is een Amerikaanse dramafilm uit 1995 onder regie van Nicolas Roeg.

## Verhaal
Nina is een kunsthandelaar, die elke week een massagesessie ondergaat. Op een keer stuurt haar masseur een vervanger. Er ontstaat een romance tussen Nina en haar nieuwe masseur. Uiteindelijk leiden hun verschillende karakters tot een conflict.

## Rolverdeling
| Acteur              | Personage        |
| ------------------- | ---------------- |
| Mimi Rogers         | Nina             |
| Bryan Brown         | Fitch            |
| Christopher Burgard | Douglas          |
| Elizabeth Barondes  | Alice            |
| Gareth Williams     | Harry Willis     |
| Patrick Neil Quinn  | Andy             |
| Heather Gunn        | DeeDee           |
| Gabriella Hall      | Jonge Nina       |
| Brian McLane        | Jonge Fitch      |
| William Fuller      | Vader van Fitch  |
| Lynette Bennett     | Moeder van Fitch |
| Rachel Nolin        | Zus van Fitch    |
| Michael Edmonds     | Medicijnman      |
| Ross McKerras       | Boer             |